# Balistes
Balistes es un género de peces tetraodontiformes de la familia Balistidae.

## Especies
Se reconocen las siguientes especies:
- Balistes capriscus
- Balistes carolinensis
- Balistes ellioti
- Balistes polylepis
- Balistes punctatus
- Balistes rotundatus
- Balistes vetula
- Balistes willughbeii